# Internationale Allianz gegen den Islamischen Staat

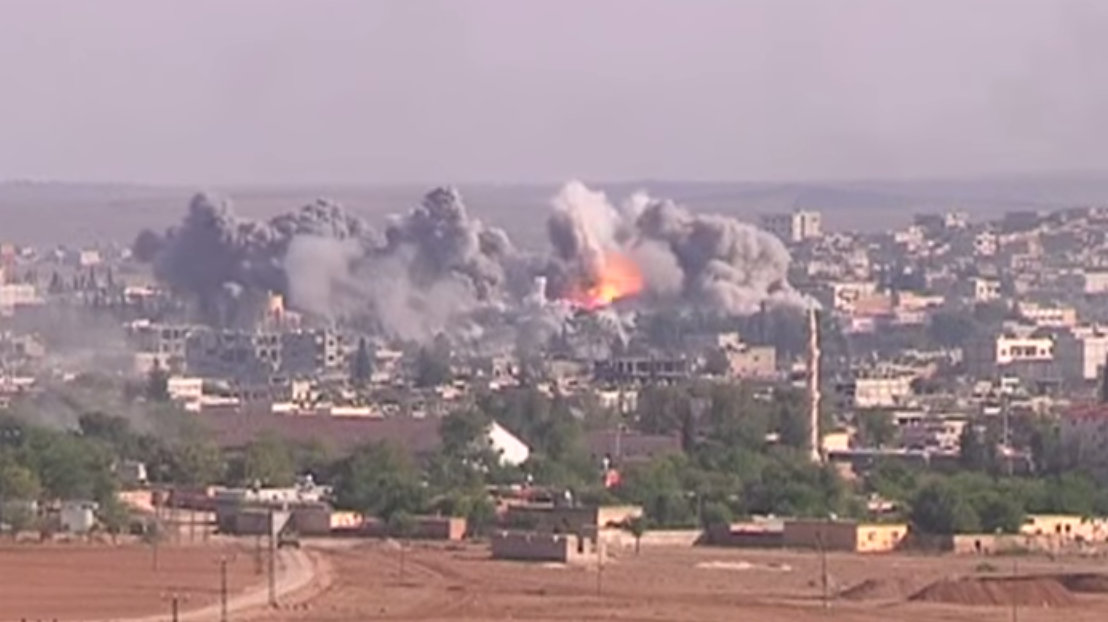
Luftangriffe der Koalition auf Stellungen des Islamischen Staates (IS) in Ain al-Arab (Kobane) im November 2014

Die Internationale Allianz gegen den Islamischen Staat wurde gebildet, um die terroristisch agierende sunnitisch-islamistische Miliz Islamischer Staat (IS) zu bekämpfen. Der Koalition gehören einige westliche und arabische Staaten sowie die Türkei an.

## Geschichte
Die Vereinigten Staaten riefen am 5. September 2014 beim NATO-Gipfel im walisischen Newport (Gwent) ein internationales Militärbündnis gegen den IS ins Leben. Die Gründungsmitglieder waren neben den Vereinigten Staaten auch Deutschland, das Vereinigte Königreich, Frankreich, Italien, Polen, Dänemark, Australien, Kanada und die Türkei. Hinzu kamen die Niederlande (Oktober 2014 bis Juli 2016) und später Belgien (seit Juni 2016), jeweils mit mehreren Jagdbombern des Typs F-16.
Wenige Tage später berief US-Präsident Barack Obama den ehemaligen General und früheren Befehlshaber der International Security Assistance Force John R. Allen zum Sonderbeauftragten für die Allianz gegen den IS. Allens Nachfolger in diesem Amt war von Oktober 2015 bis Ende 2018 Brett McGurk.

## Verlauf

### September 2014
Am 22. September 2014 fand der erste Luftangriff der Internationalen Allianz gegen den IS unter Führung der Vereinigten Staaten in Syrien statt. Neben der United States Air Force und United States Navy (mit Marschflugkörpern) beteiligten sich auch Kampfjets aus Saudi-Arabien, Bahrain, Jordanien und den Vereinigten Arabischen Emiraten. Bei den Angriffen wurden 50 Ziele in der nordsyrischen Provinz Rakka angegriffen. In der Provinzhauptstadt Rakka wurde ein IS-Hauptquartier zerstört, in der Provinz Deir ez-Zor wurde ein Checkpoint getroffen.
Am 24. September 2014 griffen US-Bomber ein Gebäude der syrischen Chorasan-Gruppe an, dabei starben 15 Menschen und das Gebäude wurde völlig zerstört. Diese Gruppe ist Teil der Al-Nusra-Front und gilt in den Vereinigten Staaten als Terrororganisation. 
Im Jahr 2024 befanden sich nach Angaben des US-amerikanischen Verteidigungsministeriums noch etwa 700 US-Soldaten in Syrien.

## Operationsnamen
- Vereinigte Staaten: Operation Inherent Resolve (OIR) (deutsch: Innere Entschlossenheit), offiziell am 15. Oktober 2014 durch das United States Central Command (CENTCOM) und rückwirkend ab dem 8. August 2014.[7]
- Australien: Operation Okra (seit dem 31. August 2014)
- Belgien: Operation Desert Falcon (ODF) (seit September 2014)
- Frankreich: Opération Chammal (seit dem 20. September 2014)
- Vereinigtes Königreich: Operation Shader (seit dem 26. September 2014)
- Italien: Operazione Prima Parthica (seit Oktober 2014)
- Jordanien: Operation Martyr Muath (عملية الشهيد معاذ) (seit dem 22. September 2014)
- Kanada: Operation Impact (seit dem 4. September 2014)
- Deutschland: Operation Counter Daesh (seit dem 4. Dezember 2015)

## Partner

### Staaten
| - Afghanistan - Ägypten - Albanien - Australien - Bahrain - Belgien - Bosnien und Herzegowina - Bulgarien - Republik China (Taiwan) - Dänemark - Deutschland - Dschibuti - Estland - Finnland | - Frankreich - Georgien - Griechenland - Irak - Irland - Island - Italien - Japan - Jordanien - Kanada - Katar - Kosovo - Kroatien - Kuwait | - Lettland - Libanon - Libyen - Litauen - Luxemburg - Malaysia - Marokko - Moldau - Montenegro - Neuseeland - Niederlande - Nigeria - Nordmazedonien - Norwegen | - Oman - Österreich - Panama - Polen - Portugal - Rumänien - Saudi-Arabien - Schweden - Serbien - Singapur - Slowakei - Slowenien - Somalia - Spanien | - Südkorea - Tschad - Tschechien - Tunesien - Türkei - Ukraine - Ungarn - Vereinigte Arabische Emirate - Vereinigte Staaten - Vereinigtes Königreich - Zypern |  |

### Internationale Organisationen
- Arabische Liga
- Europäische Union
- Interpol
- NATO